# Сан Педро (Гвазапарес)
Сан Педро (шп. San Pedro) насеље је у Мексику у савезној држави Чивава у општини Гвазапарес. Насеље се налази на надморској висини од 1171 м.

## Становништво
Према подацима из 2010. године у насељу је живело 14 становника.

### Хронологија
| Година       | 2000        | 2005       | 2010 |
| ------------ | ----------- | ---------- | ---- |
| Становништво | 17 (10 / 7) | 13 (9 / 4) | 14   |

### Попис
| # | Индикатор                     | Вредност |
| - | ----------------------------- | -------- |
| 1 | Укупно домаћинстава           | 3        |
| 2 | Укупно насељених домаћинстава | 2        |
| 3 | Величина локације             | 1        |